# Glamis
Hrad Glamis se nachází nedaleko stejnojmenné vesnice ve skotském Angusu. Je majetkem skotské šlechtické rodiny Bowes-Lyon. V roce 1900 se zde narodila Elizabeth Bowes-Lyon, matka bývalé britské královny Alžběty II. Hrad je častým cílem turistů.
Hrad je na seznamu chráněných budov listed building kategorie A a jeho pozemky jsou zahrnuty na národním seznamu významných zahrad.

## Historie
Původně byl postaven v 11. století jako lovecké sídlo. V roce 1372 jej skotský král Robert II. daroval siru Johnu Lyonovi. Ten malé lovecké sídlo přestavěl na gotický hrad. Další úpravy se konaly v první polovině 15. století a v 17. století byl hrad upraven ve stylu francouzské renesance. V dobách Anglické republiky hrad obývali vojáci, kteří jej značně poškodili. Po restauraci monarchie se na hrad opět vrátil rod Lyonů. Roku 1689 nechal sir Patrick Lyon v okolí hradu založit francouzskou zahradu. Patrickovými nástupci byl hrad ještě nekolikrát přestavován. 4. srpna roku 1900 se na Glamisi narodila Elizabeth Bowes-Lyon, nejmladší dcera sira Claude Bowes-Lyona. Ta se v roce 1923 provdala za pozdějšího britského krále Jiřího VI. Na Glamisi se jim v roce 1930 narodila i jejich mladší dcera, princezna Margaret. V současností hrad vlastní sir Michael Fergus Bowes-Lyon.

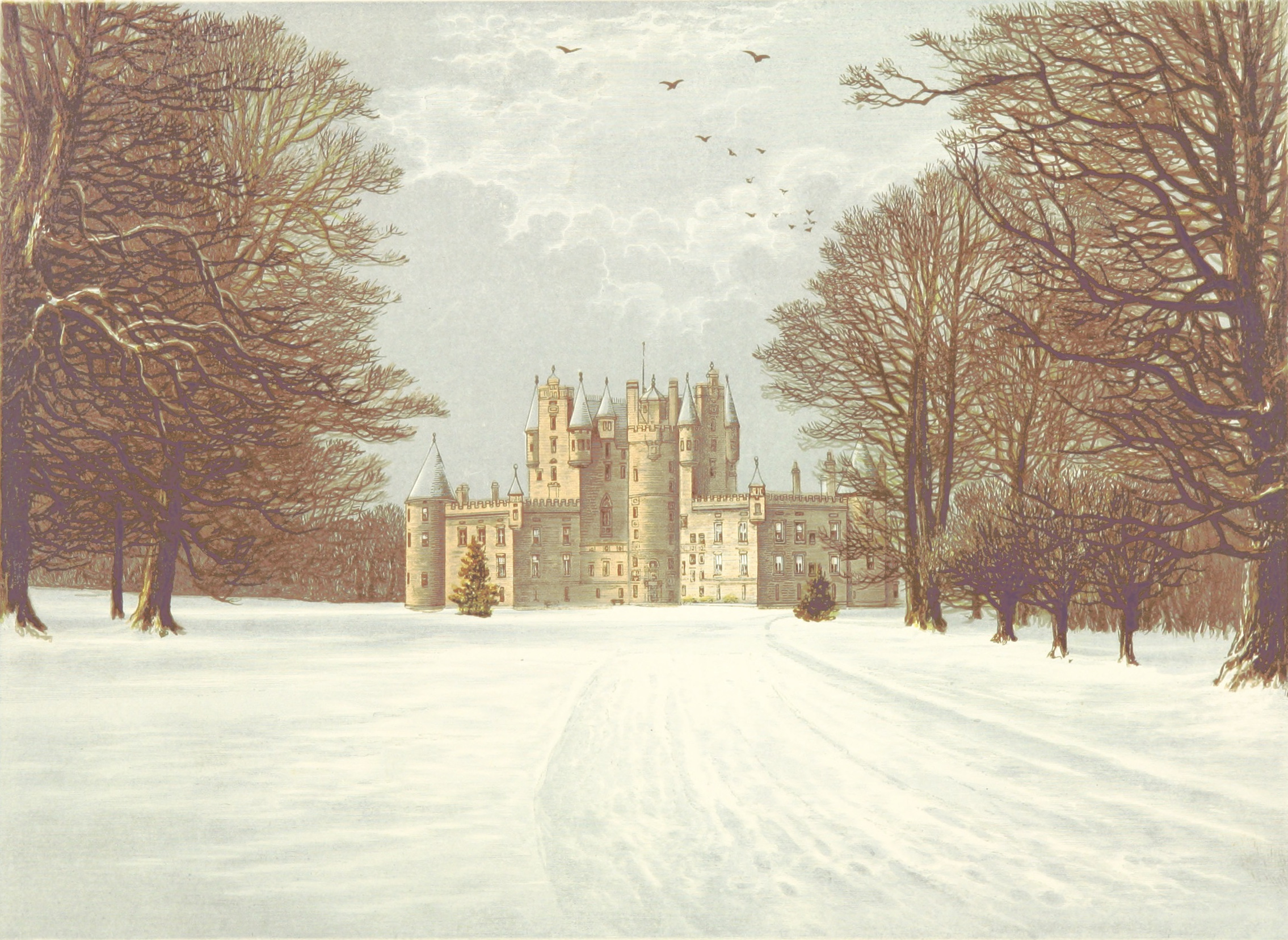
Hrad Glamis asi kolem roku 1880

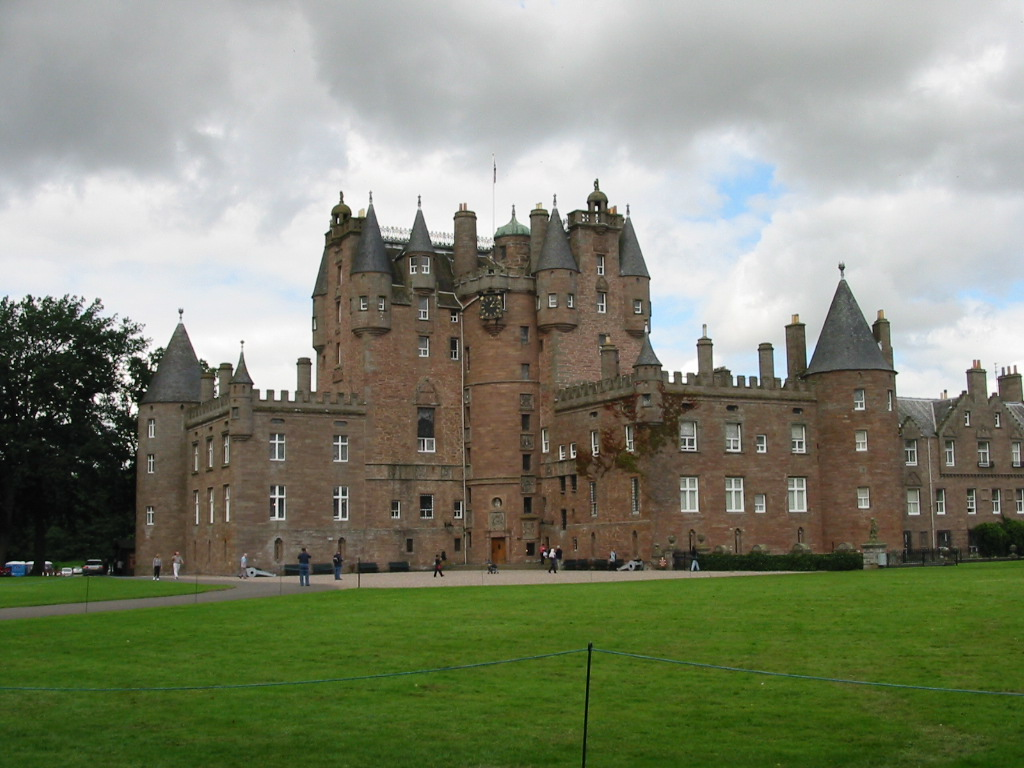
Hrad Glamis v roce 2005

## Glamis a Shakespeare
Anglický dramatik William Shakespeare zasadil na hrad Glamis děj své tragédie Macbeth. V této hře zabil král Macbeth na Glamisi krále Duncana. Ve skutečnosti však Macbeth nezabil svého soka na Glamisi, ale v bitvě u Burgheadu v roce 1040. K hradu se také váže mnoho legend a pověstí.